# Clausena poilanei
Clausena poilanei är en vinruteväxtart som beskrevs av J.F. Molino. Clausena poilanei ingår i släktet Clausena och familjen vinruteväxter. Inga underarter finns listade i Catalogue of Life.